# ورن سن-ژرمن
ورن سن-ژرمن (به فرانسوی: Varenne-Saint-Germain) یک کمون در فرانسه است که در بورگوین واقع شده‌است.

## خصوصیات
ورن سن-ژرمن ۱۵٫۶۲ کیلومترمربع مساحت و ۶۴۸ نفر جمعیت دارد و ۲۴۰ متر بالاتر از سطح دریا واقع شده‌است.